# کروناویروس جوجه‌تیغی ۱
کروناویروس جوجه‌تیغی ۱ (نام علمی: Hedgehog coronavirus 1) نام یک گونه از سرده بتاکروناویروس است.